# داني ميشيل
داني ميشيل هو كاتب أغاني ومنتج أسطوانات ومغني كندي، ولد في 31 يناير 1970 في بلدية واترلو الإقليمية في كندا.

## وصلات خارجية
- الموقع الرسمي
- داني ميشيل على موقع ميوزك برينز (الإنجليزية)
- داني ميشيل على موقع أول ميوزيك (الإنجليزية)
- داني ميشيل على موقع ديسكوغز (الإنجليزية)